# Nikolai Mladenov

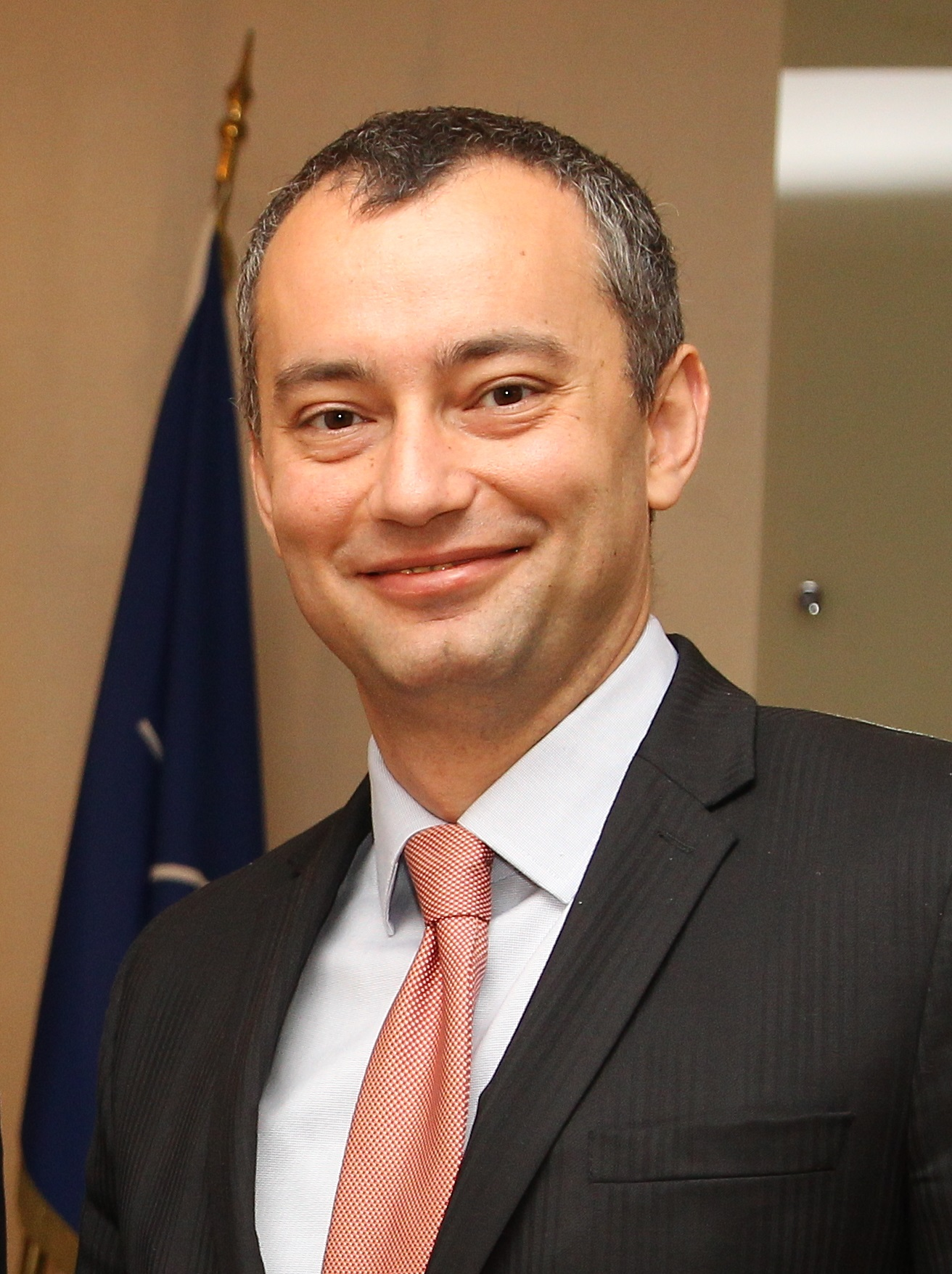
Nikolai Mladenov

Nikolai Evtimov Mladenov (bulgară Николай Евтимов Младенов n. 5 mai 1972, Varna, Republica Populară Bulgaria) este un om politic bulgar, membru al Parlamentului European în perioada 2007-2009 din partea Bulgariei.
1. ↑  Strazha.bg
2. ↑  Deputații în Parlamentul European
3. ↑  Strazha.bg, accesat în 10 ianuarie 2023
4. 1 2  pace.coe.int